# LGA 1851
LGA 1851 (nom en clau Socket V1) és un sòcol de CPU de matriu de graella terrestre dissenyat per Intel per als processadors d'escriptori Meteor Lake-PS, Arrow Lake -S i Arrow Lake-S Refresh, que es calcula que es llançarà el 2024.
El nombre de contactes ha augmentat, de 1700 (per a LGA 1700) a 1851. Utilitza les mateixes dimensions i l'espai entre els forats de muntatge més freds que l'LGA 1700, assegurant la compatibilitat contínua del refrigerador de la CPU.
Ofereix 20 carrils PCIe 5.0 (x16 per a les targetes d'expansió i x4 per a l'emmagatzematge) i 4 carrils PCIe 4.0 addicionals per a l'emmagatzematge. Els carrils PCIe disponibles per a les targetes d'expansió ara es poden bifurcar a tres dispositius (x8, x4, x4) en lloc de dos, en el cas de LGA 1700. Similar al sòcol AM5 d'AMD, es troba exclusivament a DDR5 SDRAM, deixant de banda el suport per a DDR4 a diferència del seu predecessor (LGA 1700), marcant el final de la DDR4 convencional després de 10 anys.

## Xips Arrow Lake (sèrie 800)
|                                                              |                                                            |                                                            | Z890                 |
| Overclocking                                                 | Overclocking                                               | Overclocking                                               |                      |
| ------------------------------------------------------------ | ---------------------------------------------------------- | ---------------------------------------------------------- | -------------------- |
| Interfície de bus                                            | Interfície de bus                                          | Interfície de bus                                          | DMI 4.0 × 8          |
| Suport de CPU                                                | Suport de CPU                                              | Suport de CPU                                              | Llac Arrow           |
| Capacitat de memòria                                         | Capacitat de memòria                                       | Capacitat de memòria                                       | Fins a 192 GB        |
| Ranures DIMM màximes                                         | Ranures DIMM màximes                                       | Ranures DIMM màximes                                       | 4                    |
| Ports USB 2.0 màxims                                         | Ports USB 2.0 màxims                                       | Ports USB 2.0 màxims                                       | Fins a 14            |
| Configuració de ports USB 3.2                                |                                                            |                                                            | Fins a 10            |
| Configuració de ports USB 3.2                                | Gen 2                                                      |                                                            | Fins a 10            |
| Configuració de ports USB 3.2                                | Gen 2                                                      | Fins a 5                                                   |                      |
| Ports SATA 3.0 màxims                                        | Ports SATA 3.0 màxims                                      | Ports SATA 3.0 màxims                                      | 8                    |
| Configuració del processador PCI Express                     | Configuració del processador PCI Express                   | 5.0                                                        | 1×16 o 2×8 o 1×8+2×4 |
| Configuració del processador PCI Express                     | Configuració del processador PCI Express                   | 5.0 (per a M.2)                                            | 1x4                  |
| Configuració del processador PCI Express                     | Configuració del processador PCI Express                   | 4.0 (per a M.2)                                            | 1x4                  |
| Configuració de PCH PCI Express                              | Configuració de PCH PCI Express                            | 4.0                                                        | 24                   |
| Configuració de PCH PCI Express                              | Configuració de PCH PCI Express                            | 3.0                                                        |                      |
| Suport de visualització independent (ports/tubes digitals)   | Suport de visualització independent (ports/tubes digitals) | Suport de visualització independent (ports/tubes digitals) | 4                    |
| Sense fil integrat                                           |                                                            |                                                            |                      |
| Suport PCIe RAID                                             |                                                            |                                                            |                      |
| Suport RAID SATA                                             |                                                            |                                                            |                      |
| Suport de memòria Intel Optane                               |                                                            |                                                            |                      |
| Tecnologia Intel Smart Sound                                 |                                                            |                                                            |                      |
| Intel Active Management, Trusted Execution i tecnologia vPro |                                                            |                                                            |                      |
| Chipset TDP                                                  | Chipset TDP                                                | Chipset TDP                                                | 6 W                  |
| Data d'estrena                                               | Data d'estrena                                             | Data d'estrena                                             | 4T 2024              |